# Sul ponticello
Sul ponticello (italienska), spelsätt på stråkinstrument som innebär att stråken förs nära stallet. Sul ponticello ger en isande klang rik på övertoner. Vanliga beteckningar är sul pont och am Steg (tyska). Anvisning att använda detta spelsätt förekommer undantagsvis vid pizzicato. Motsatsen är sul tasto.